# Maren Weigel
Maren Weigel (* 22. Mai 1994 in Stuttgart) ist eine ehemalige deutsche Handballspielerin, die dem Kader der deutschen Nationalmannschaft angehörte.

## Karriere
Maren Weigel spielte anfangs bei der SG H2Ku Herrenberg, bevor sie im Jahre 2007 zum VfL Pfullingen wechselte. Nachdem die Linkshänderin ab 2008 für die HSG Schönbuch aufgelaufen war, schloss sie sich ein Jahr später JSG Neuhausen-Metzingen an, mit der sie 2010 die deutsche B-Jugendmeisterschaft gewann. In der Saison 2010/11 erhielt sie Spielanteile beim damaligen Zweitligisten TuS Metzingen, einem Stammverein der JSG Neuhausen-Metzingen.
Weigel wurde im Jahre 2011 vom Bundesligisten VfL Sindelfingen verpflichtet, der jedoch vor der Saison 2011/12 seine Mannschaft aus finanziellen Gründen vom Spielbetrieb abmeldete. Hieraufhin unterschrieb sie einen Vertrag beim Zweitligisten TV Nellingen. Zur Saison 2014/15 wechselte die Rückraumspielerin zum Bundesligisten TuS Metzingen. Mit Metzingen stand sie im EHF-Pokalfinale 2016 sowie im DHB-Pokalfinale 2017. Nach der Saison 2023/24 beendete sie ihre Karriere.
Weigel spielte für die deutsche Jugend- sowie Juniorinnennationalmannschaft. Bei der U-20-Weltmeisterschaft 2014 belegte sie mit dem DHB-Team den 4. Platz. Am 21. März 2018 bestritt sie ihr Debüt für die deutsche Nationalmannschaft. Sie absolvierte 70 Spiele, in denen sie 76 Tore erzielte.

## Erfolge
- Deutsche Meisterin B-Jugend 2010
- EHF-Pokalfinalistin 2016
- DHB-Pokalfinalistin 2017
- DHB-Pokalsiegerin 2024